# Anacolosa frutescens
Anacolosa frutescens är en tvåhjärtbladig växtart som först beskrevs av Bi., och fick sitt nu gällande namn av Carl Ludwig von Blume. Anacolosa frutescens ingår i släktet Anacolosa och familjen Aptandraceae. Inga underarter finns listade i Catalogue of Life.